# Харманештиј Веки (Јаши)
Харманештиј Веки (рум. Hărmăneștii Vechi) насеље је у Румунији у округу Јаши у општини Харманешти. Oпштина се налази на надморској висини од 272 m.

## Становништво
Према подацима из 2002. године у насељу је живело 1135 становника, од којих су сви румунске националности.